# Blok danych
W informatyce (w szczególności transmisji danych i przechowywania danych), czasami nazywany rekordem fizycznym, to sekwencja bajtów lub bitów, porcja informacji, zwykle zawierająca pewną liczbę rekordów o określonej maksymalnej długości jako rozmiar bloku. Pogrupowane w bloki dane są zwykle przechowywane w buforze danych i odczytywane lub zapisywane są jako cały blok na raz. Grupowanie blokowe (grupowanie w bloki, blokowanie) zmniejsza obciążenie i przyspiesza obsługę strumienia danych. W przypadku niektórych urządzeń, takich jak taśmy magnetyczne i urządzenia dysków CKD, grupowanie w bloki zmniejsza ilość pamięci zewnętrznej wymaganej dla danych. Użycie bloków jest niemal powszechnie stosowane przy przechowywaniu danych na 9-ścieżkowej taśmie magnetycznej, pamięci flash NAND i nośnikach obrotowych, takich jak dyskietki, dyski twarde i dyski optyczne.
Większość systemów plików opiera się na urządzeniu blokowym, które jest poziomem abstrakcji dla sprzętu odpowiedzialnego za przechowywanie i pobieranie określonych bloków danych, chociaż rozmiar bloku w systemach plików może być wielokrotnością fizycznego rozmiaru bloku. Prowadzi to do nieefektywności miejsca z powodu wewnętrznej fragmentacji, ponieważ długości plików często nie są całkowitymi wielokrotnościami rozmiaru bloku, a zatem ostatni blok pliku może pozostać częściowo pusty.
Pamięć blokowa jest zwykle wydzielona przez system plików lub system zarządzania bazą danych (DBMS) do użytku przez aplikacje i użytkowników końcowych. Fizyczne lub logiczne woluminy, do których można uzyskać dostęp za pośrednictwem blokowego wejścia/wyjścia, mogą być urządzeniami wewnętrznymi serwera, podłączonymi bezpośrednio za pośrednictwem SCSI lub Fibre Channel lub odległymi urządzeniami dostępnymi za pośrednictwem sieci pamięci masowej (SAN) przy użyciu protokołu takiego jak iSCSI lub AoE. DBMS często używają własnych blokowych wejść/wyjść dla lepszej wydajności i możliwości odzyskiwania w porównaniu z nakładaniem DBMS na system plików.